# Top 10 MTV
O Top 10 foi um programa diário transmitido pela MTV Brasil que apresenta os 10 clipes mais votados pelo público pela internet. Foi derivado do Disk MTV, um dos programas de maior sucesso da história da emissora. O programa contou com seis temporadas, cinco delas ininterruptas.

## História

### 1ª Temporada - 2008

Logotipo do programa de estréia em 2008.

O programa voltou ao ar pela segunda em 8 de março de 2008, reformulado, junto com a nova programação da MTV daquele ano. Aos sábados, das 19h às 20h e apresentado por Sophia Reis, a atração trouxe de volta a parada de clipes na emissora depois do fim do Disk MTV em 2006. Ficou no ar até 20 de dezembro do mesmo ano.

### 2ª Temporada - 2010

Logotipo do programa entre 2010 e 2012.

Depois de um ano fora do ar, a programação Verão MTV 2010 trouxe de volta a grade o Top 10 agora diário, de segunda a sexta das 17h às 18h ao vivo e apresentado pela modelo e advogada Vanessa Hadi estreando em 18 de janeiro. Em março, a atração mudou para às 18h às 19h. Em agosto de 2010, devido a exibição do Horário Eleitoral o programa passou a ser às 17h30, terminando às 18h15, tendo 45 minutos. Os 10°, 9° e 8° colocados eram exibidos apenas um trecho de 20 segundos. Entre os dias 20 de setembro a 1º de outubro foi apresentado por Kika Martinez nas férias de Vanessa.

### 3ª Temporada - Verão 2011

Logotipo da temporada de verão em 2011.

O Verão MTV 2011 chegou trazendo novidades na programação e no Top 10. A modelo Monique Olsen assume a parada sempre num cenário itinerário das praias do Brasil comandando a parada de clipes. Ficou no ar entre 10 de janeiro a 18 de fevereiro.

### 4ª Temporada - 2011
Depois de grandes reformulações na grade da MTV, que passa a apostar mais em música, trouxe a experiente apresentadora Ellen Jabour para comandar a parada que estava de horário novo, das 19h30 às 20h30 a partir de 15 de março. Nessa temporada, toda sexta era exibido o 'Top 10 Temático' onde a cada semana era feita uma sequencia de clipes com um tema diferente. Devido às gravações do Luv MTV, Ellen deixou o programa em 23 de setembro do mesmo ano e já na segunda, 26, Didi Effe que estava frenquentemente substituindo a loira em suas faltas, foi o escolhido para ancorar o programa, sendo assim o primeiro homem na parada. Com as mudanças da programação em setembro, o Top 10 passou a iniciar suas transmissões novamente das 19h às 20h. Essa temporada ficou no ar até 23 de dezembro.

### 5ª Temporada - 2012
Junto com a programação de Verão da MTV em 2012, o Top 10 estreia de cenário novo em 9 de janeiro. Continuou com apresentação de Didi Effe e ficou no ar até 21 de dezembro. O grande destaque dessa temporada que voltou ao seu horário normal, das 18h às 19h ao vivo e deixou de exibir o Top 10 Temático.

### 6ª Temporada - 2013
Novamente o Top 10 volta ao ar na programação de Verão da MTV, reestreando em 7 de janeiro de 2013 com Didi Effe no comando. A partir de 4 de março, estreia em novo cenário e passa a ser exibido apenas de segunda a quinta, já que as sextas foi cedida para o novo Top 20 Brasil. Devido a mudança do MTV Sem Vergonha que passa a ser diário, Didi Effe deixa o programa em 28 de março. No dia 1º de abril, Pathy DeJesus passa a ser a nova VJ da MTV comandando o programa que é carro chefe da emissora.
Pode destacar que o Top 20 às sextas continua com Didi na apresentação.
A partir de 13 de maio, o programa tem seu tempo diminuído, das 18h às 18h45, com a apresentação de Pathy apenas na abertura e no final, sendo uma playlist dos 10 clipes mais votados sem interrupções. Tudo isso porque o Acesso MTV passa a contar com a apresentação de Pathy Dejesus, Juliano Enrico e Titi Müller das 18h45 às 20h.
Com o fim do Acesso MTV em 13 de junho, Top 10 volta a trazer as novidades da música com apresentação de Pathy Dejesus, mas o seu horário é variado durante a semana, tem dias que vai ao ar das 18h às 18h45 e outros das 18h às 19h. Também deixou de ser exibido ao vivo.
No dia 1º de agosto, o site da MTV divulgou que iria substituir o Top 10 e passaria a exibir no lugar o Outra Parada nas segundas-feiras, parada de videoclipes alternativos apresentada por Chuck Hipolitho e Gaía Passarelli. Nesse mesmo dia, foi ao ar o último Top 10. De terça a quinta, o programa foi substituído pelo Yo!, Rocka Rolla e Rock Blocks, respectivamente.

## Apresentação
- Sophia Reis - 8 de março a 20 de dezembro de 2008
- Vanessa Hadi - 18 de janeiro a 17 de dezembro de 2010
- Monique Olsen - 10 de janeiro a 18 de fevereiro de 2011
- Ellen Jabour - 15 de março a 23 de setembro de 2011
- Didi Effe - 26 de setembro de 2011 a 28 de março de 2013
- Pathy Dejesus - 1º de abril a 1º de agosto de 2013

## Mudanças no Horário
Originalmente, o programa estreou 8 de março de 2008 como um programa semanal às 19h00 do sábado, tendo uma hora de duração. Em 2010, o programa reestreou às 17h em 18 de janeiro mas agora diário. Mas em março, o programa mudou para às 18h00, também com uma hora de duração. Em agosto de 2010, devido a exibição do Horário Eleitoral o programa passou a ser às 17h30, terminando às 18h15, tendo 45 minutos. Os 10°, 9° e 8° colocados eram exibidos apenas um trecho de 20 segundos. A partir de março de 2011, foi apresentado às 19h30min, mas o seu tempo de duração continuou de uma hora. Sua reprise irá ao ar às 12h00 do dia seguinte. Com as mudanças da programação em setembro, o Top 10 passou a iniciar suas transmissões novamente das 19h às 20h com reprise às 11h30min. A partir do dia 9 de janeiro de 2012, o programa volta a ser transmitido às 18:00 ao vivo com reprises no dia seguinte ao meio-dia.